# 시스택

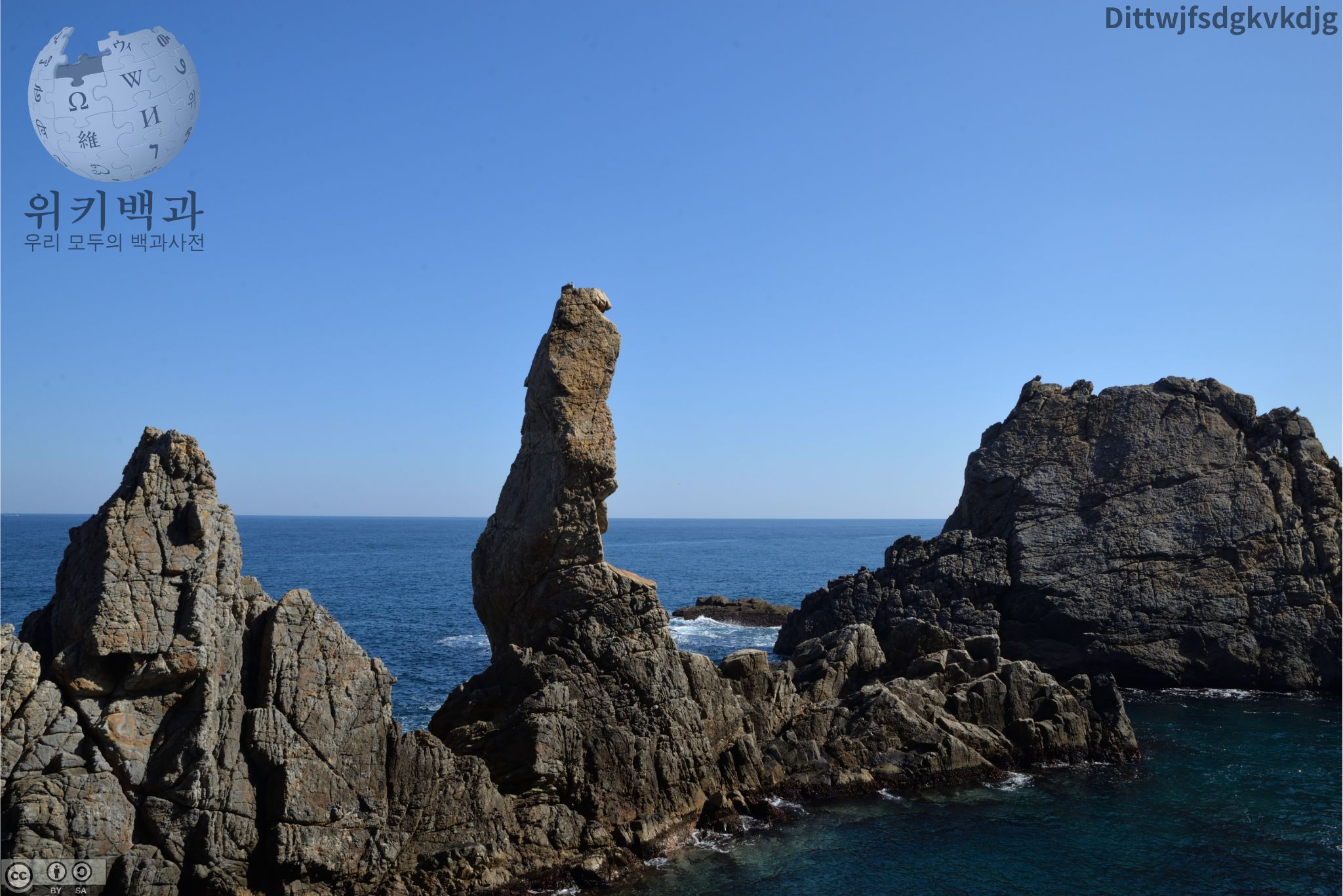
삼척시 초곡용굴촛대바위길의 촛대바위

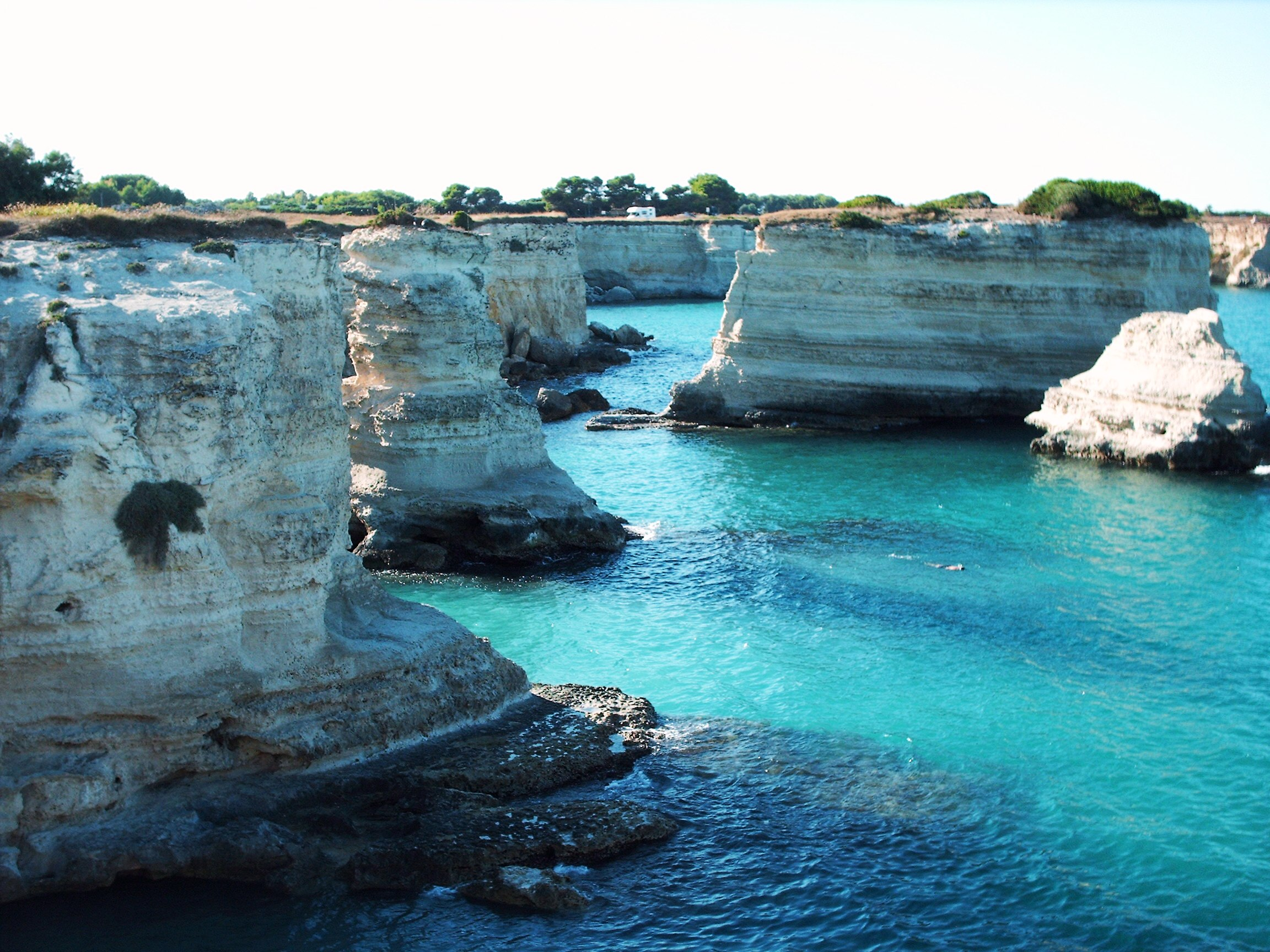
이탈리아 살렌토반도에 있는 토레 산탄드레아 시스택

시스택(sea stack)은 암석이 파도의 침식을 차별적으로 받아 만들어진 굴뚝 형태의 지형이다. 한국에는 동해안의 추암촛대바위, 초곡용굴촛대바위길의 촛대바위 등이 있다.

## 추암촛대바위
추암촛대바위는 강원특별자치도 동해시 북평동 추암해수욕장에 위치한 조선 누층군 대기층으로 구성된 석회암 바위로 추암촛대바위 해안의 카렌 지형은 한국의 대표적인 해안 카르스트 지형에 해당하며 해식동굴과 시스텍 등이 발달한다.

## 같이 보기
- 볼스피라미드
- 추암촛대바위